# Willie the Operatic Whale
Willie the Operatic Whale (även The Whale Who Wanted to Sing at the Met) är en amerikansk animerad kortfilm från 1954. Filmen är ursprungligen en del av långfilmen Spela för mig från 1946.

## Handling
Willie är en val som kan sjunga och njuter av att göra det. Hans vän, måsen Whitey, berättar för Willie att Metropolitan Opera Association letar efter honom då de hört honom sjunga och tycker att det låter vackert. Willie tackar ja till en audition, vilket professor Tetti Tatti på operan inte tycker om.

## Om filmen
Filmen gjordes speciellt för långfilmen Spela för mig som släpptes 1946, men då hette denna sekvens The Whale Who Wanted to Sing at the Met. När filmen senare släpptes som separat kortfilm 1954 fick den titeln Willie the Operatic Whale.
I filmen spelas flera klassiska stycken, bland annat Tristan och Isolde av Richard Wagner och Ave Maria av Franz Schubert.
Filmen är en av de Disney-kortfilmer som visats mest i amerikansk TV.

## Rollista
- Nelson Eddy – sång, samt alla röster[4]